# Самаркандска област
Самаркандска област (узб. Samarqand viloyati, Самарқанд вилояти) једна је од 12 области Узбекистана. Подељена је на 14 округа, а главни град области је Самарканд.